# Parti démocratique indépendant serbe
Le Parti démocratique indépendant serbe (en croate: Samostalna demokratska srpska stranka, SDSS, en serbe cyrillique : Самостална демократска српска странка) est un parti social-démocrate de Croatie représentant les Serbes de Croatie.

## Histoire
Le parti a été formé en 1997 comme un parti libéral et social-démocrate disant se fonder sur la doctrine du Parti démocratique indépendant de Svetozar Pribićević datant du royaume de Yougoslavie.
Le parti est dirigé par Vojislav Stanimirović et se focalise sur le retour des Serbes réfugiés qui ont fui la Croatie face à l'avancée des Forces armées de la république de Croatie lors de l'opération Tempête notamment.
Aux élections de novembre 2003, le parti bat son principal rival, le Parti du peuple serbe (SNS) prenant les trois sièges réservés aux représentant serbes au Parlement de Croatie.
Après les élections, le parti a conclu un accord avec le Union démocratique croate (HDZ) dans lequel il consent à remplir certaines demandes du SDSS concernant le retour des réfugiés, l'égalité nationale, des réformes juridiques et une coopération avec les pays voisins.
Aux élections législatives de 2007, le parti remporte trois sièges et forme une coalition avec le HDZ en conséquence de quoi Slobodan Uzelac est nommé vice-président du gouvernement et ministre du développement régional, de la reconstruction et du retour au sein du dixième gouvernement de Croatie. Depuis la guerre, c'est la première fois qu'un Serbe est nommé au gouvernement de Croatie.